# Albert Králiček
Albert Králiček (* 12. března 1966, Třinec) je český sochař, konceptuální umělec a hudebník.

## Život
Albert Králiček se narodil v Třinci. Při základní škole, kterou ukončil v Bystřici nad Olší, navštěvoval hodiny klavíru a výtvarný obor pod vedením ak. soch. Štěpána Mikuly. Poté začal dojíždět do Ostravy, kde se vyučil truhlářem, současně studoval hru na bicí nástroje pod vedením Pavla Pilcha a navštěvoval ostravský atelier ak. soch. Gajdy. Po vyučení byl zaměstnán jako truhlář v Jablunkově, avšak po roce odešel do Hořic, kde pokračoval ve studiu na Střední průmyslové škole kamenosochařské v oboru reprodukční sochař. V letech 1988 – 1991 získával zkušenosti pod vedením ak. soch. Michala Macháčka v sochařském ateliéru filmového a televizního studia Barrandov. Současně také navštěvoval soukromou jazzovou školu profesora Miloše Veselého na Žižkově. Od roku 1990 se podílel na restaurátorských pracích a obnově kulturních památek, např. Chrám sv. Víta, zámek v Lysé nad Labem, zámek Sychrov, zámek Sloupno u Nového Bydžova. Jeho velkou láskou a obživou se však stala sochařina. Od roku 1998 působí jako výtvarník na volné noze. Žije a tvoří v podkrkonošském městečku Nová Paka. Mezi jeho další největší záliby patří sport.
Mezi jeho záliby patří hra na bicí. V minulosti hrál s různými hudebními tělesy, např. 1998 – Všetky hnědky, 2003 – George and Roses Jiřího Hromádky, 2006 – Nahá sestra či 2014 – Original Packman. Zajímavá byla také hudební spolupráce s Jaromírem Typltem.

## Dílo - popis
Při tvorbě svých děl Albert Králiček balancuje mezi realistickou tvorbou a abstrakcí. V dospívání ho upoutal surrealismus, přesto ho nevytvářel, ale obdivoval precizní provedení, to se odrazilo také v jeho kresebních prvotinách portrétů a grafiky. Postupem času autor řeší strukturu a zabývá se jejím významem.[zdroj?]
Ačkoliv stěžejní část jeho tvorby tvoří díla na zakázku, nechává se vést intuicí a jeho sochy mají vždy podobu, kterou jim vtiskne autor sám. Dokáže přijít s jedinečnou vizí. Zajímá se o sociální témata v kontextu vnímání času a snaží se jít do hloubky lidského charakteru. Rád ve svých dílech uplatňuje metaforu a lehkou nadsázku. Navrhuje díla, která zapadají do historického a kulturního kontextu daného místa a myšlenkově souzní. Občas klouže mezi styly, hraje si, ale některá jeho díla mají i užitný a sociální přesah. Ve svých konceptech pracuje se symboly a promyšleným osvětlením, čímž se díla stávají určitým způsobem interaktivní. Pohrává si s myšlenkou vzájemných vlivů hmoty, energie a relativitou času i jeho pomíjivosti.[zdroj?] Tady může být příkladem monumentální sousoší Brána času a Cesta v Táboře, kde akčně použil jako povrchovou úpravu a strukturu díla lidských otisků rukou a nohou vtištěných do hliněného povrchu sochy, kterou realizoval následně do bronzu.
Dílem Krytolebci na lovu v Nové Pace autor sousoším symbolicky doplnil vodní prvek soutoku říček Rokytky a Brdského potoka o zástupce vymřelého obojživelníka a pravážky z období devonu.
Je autorem portrétních bust a soch v České republice, tak mimo ni a to jak do veřejného prostoru, tak do soukromých interiérů, jako jsou čtyři busty místních prezidentů v Gabonu, sousoší monarchů a plastika Petra Hapky v Mariánských Lázních, portrétní busta Viktora Olivy pro jeho muzeum v Novém Strašecí, busta zakladatele firmy Beznoska Kladno, sedící socha Einsteina na lavičce pro IQ Landia v Liberci, sedící Švejk v Kralupech a další.
Albert Králiček používá tradiční i moderní nástroje, postupy a technologie.
K realizaci díla používá tradiční materiály, bronz, kámen, dřevo, ale i moderní kompozit a sklo.

## Dílo
2000 – 2008 Spolupráce se zábavním centrem Babylon (reliéfy, vstupní brána, chrám Angkor Vat)
2006 – 2007 Restaurátorské práce pro Muzeum východních Čech v Hradci Králové – Stanislav Sucharda a pro Muzeum v Nové Pace Ladislav Zívr
2008 – Průběžná spolupráce s výtvarníkem Danielem Peštou (technické realizace některých uměleckých děl)
7. 5. 2008 – Odhalení busty T. G. Masaryka ve Šluknově
2009 – Portrétní busta Gerhard Horejsek
2009 – výroba kopie Dr. Šlechty (V. Myslbek)
2010 – Erb Rohanů, Lomnice nad Popelkou
Září 2010 – Sochařské sympozium – socha Hovory z Lán
2011 – Realizace masek Tragédie a Komedie pro divadlo v Miletíně
2012 – Socha Pokušení
2012 – Výroba karaf Karlovy Vary
2012 – Betlém (soukromý zadavatel)
2013 – Brána času a Cesta v Táboře (dílo vzniklo za pomoci občanů města Tábor, kdy autor nasnímal jejich otisky rukou a nohou a použil je v plastice)
- 15. 2. 2013 Otisky nohou
- 31. 3. 2013 Otisky rukou
- 21. 8. 2013 Osazení Cesty
- 22. 8. 2013 Osazení Brány času

11. 5. 2014 – Sousoší monarchů v Mariánských Lázních, bronz,
2014 – Gregor Mendel, Brno – vosková figurína
2014 – Socha Teenager
2014 – Výroční ocenění pro lékárníky – Německo
2015 – Albert Einstein (bronz), Civilizační válec (kombinace bronz + dřevo, sklocement), Vejce, model Sojuz 28 pro IQ Landia Liberec, viz článek
2015 – Gabon Libreville – busty prezidentů Gabonu pro parlamentní budovu, viz článek
4. 2. 2015 – Osobnosti slovenské historie, MAS Vršatec Kaštěl Bohunice, článek zde
2016 – bassrelief Anděla, Mladá Boleslav
2016 – pamětní deska Viktora Olivy, Nové Strašecí, více o díle zde
13. 5. 2017 – Petr Hapka, Mariánské Lázně, reportážní video zde
24. 5. 2017 – Josef Švejk na lavičce, bronz, Kralupy nad Vltavou, reportážní video zde
26. 5. 2017 – Stanislav Beznoska – busta, Kladno, reportážní video zde
2017 – Souboj anděla s ďáblem, Mladá Boleslav
17. 11. 2018 – Jelen s parožím a erb, Lánská obora, článek zde
23. 10. 2018 – Odhalení sochy Sokola, Nové Strašecí, článek zde
3. 9. 2019 – Busta Viktora Olivy, Nové Strašecí, článek zde
2019 – Sympozium Pecka – Znamení ryb, reportážní video zde
2020 – Krytolebci na lovu, Nová Paka, článek zde

## Galerie

Dílo Alberta Králička
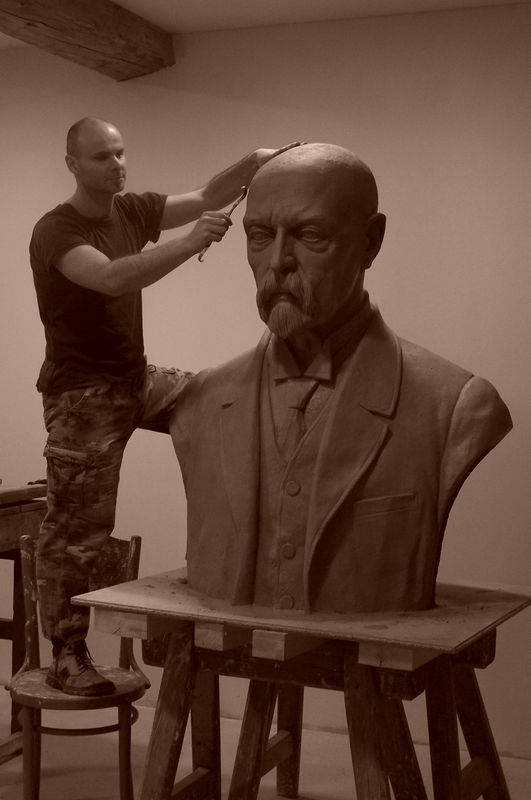
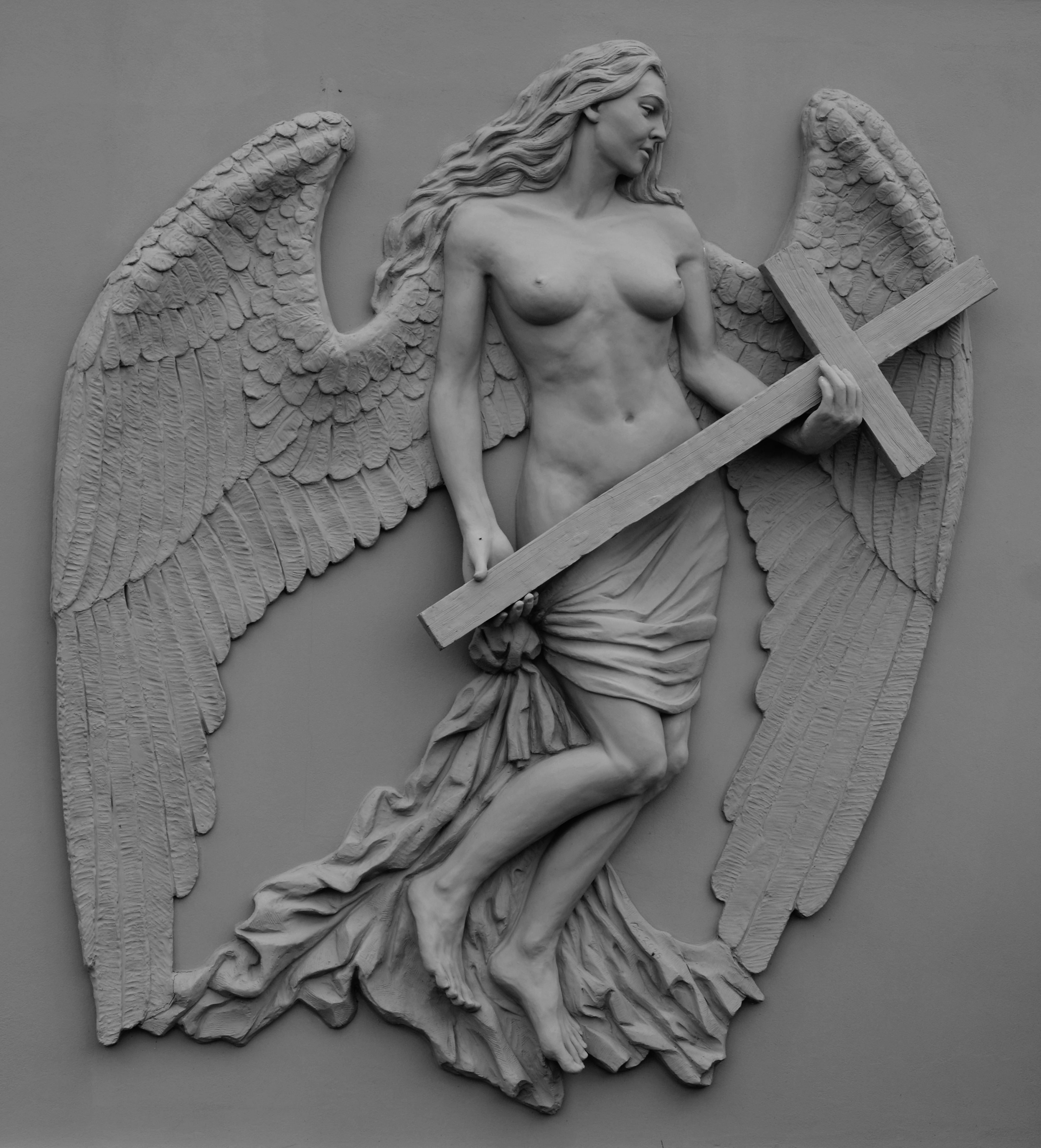
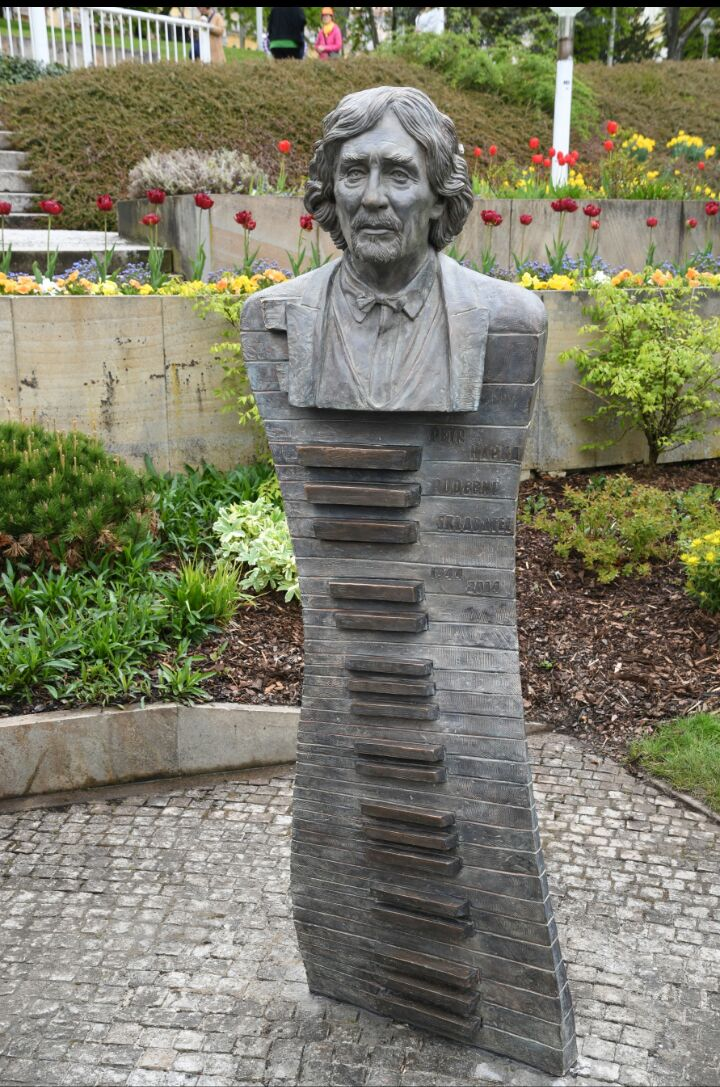
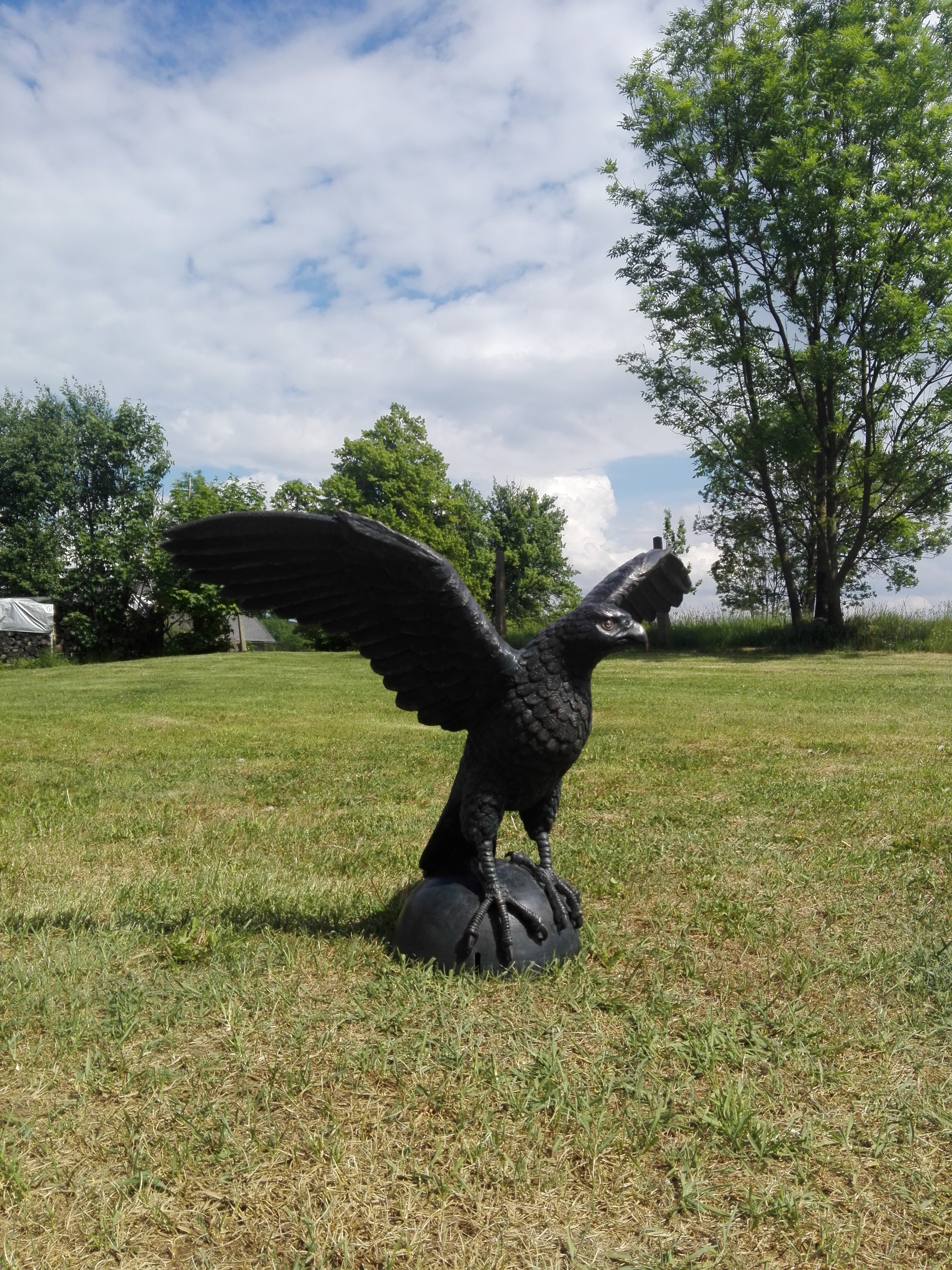
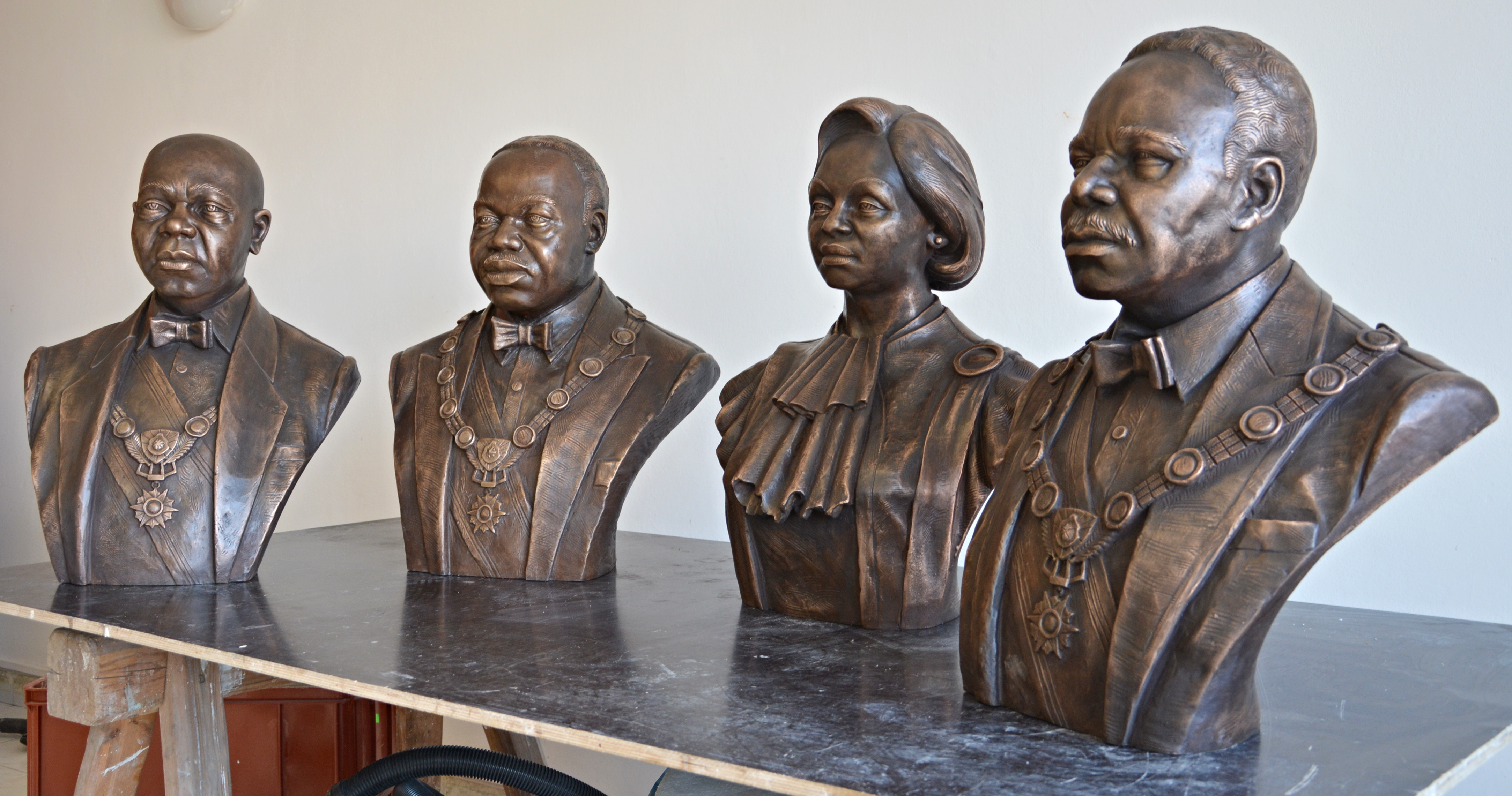
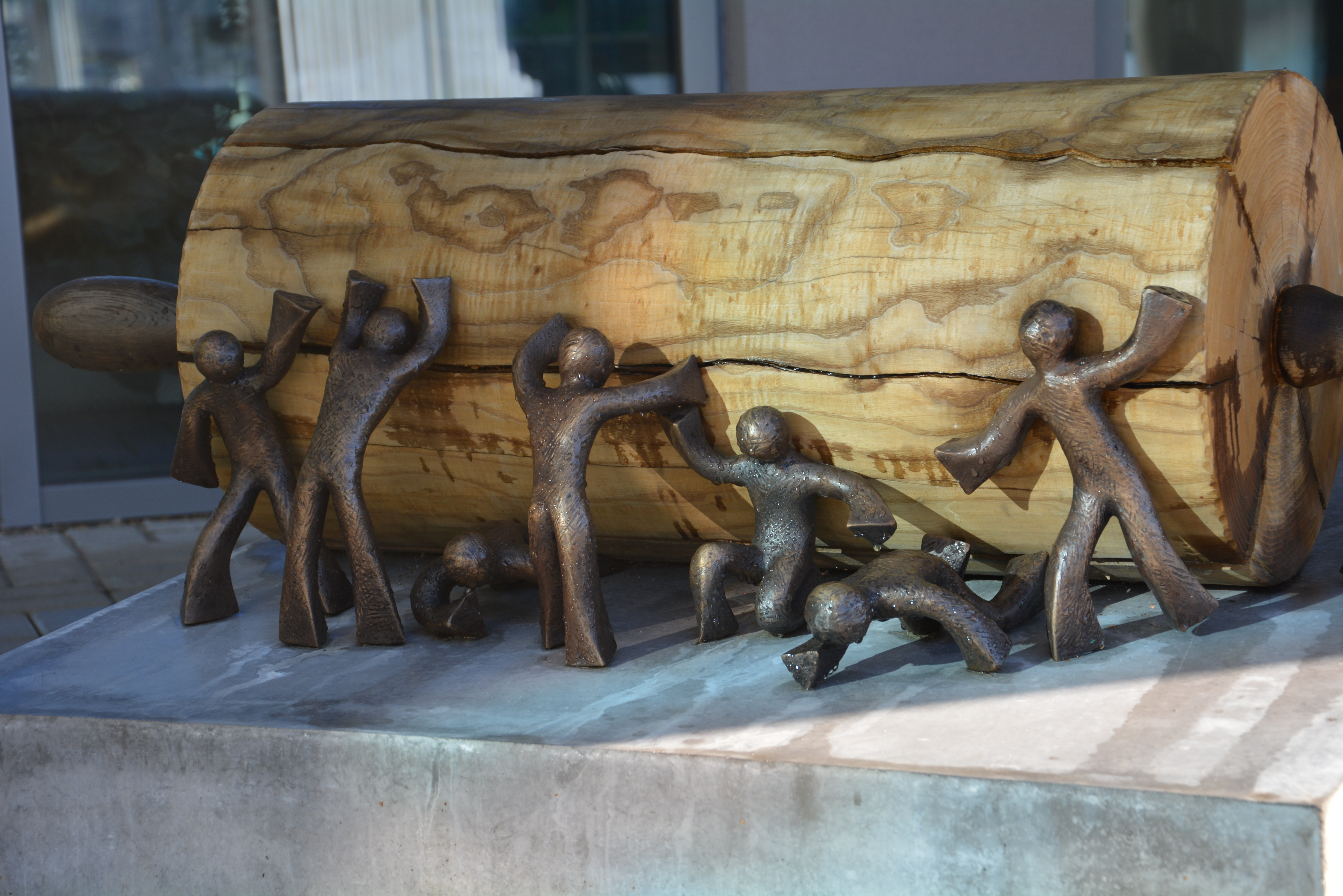
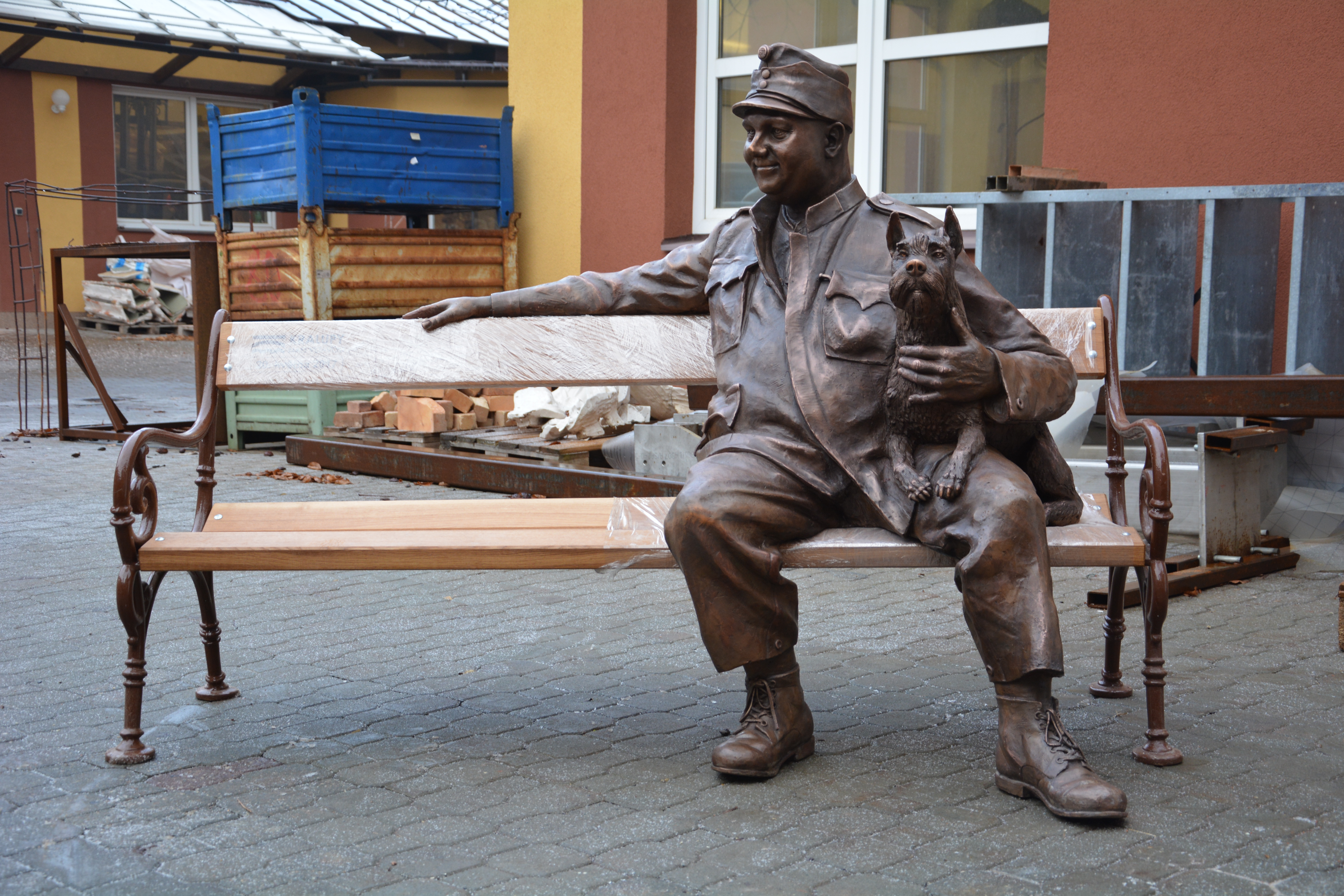
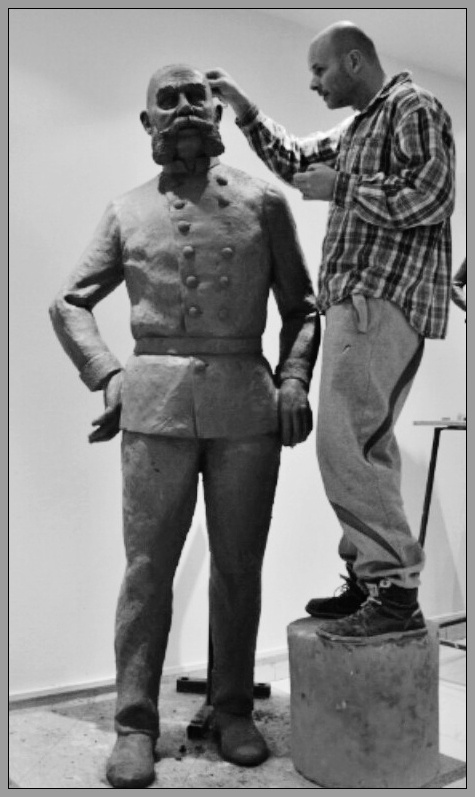
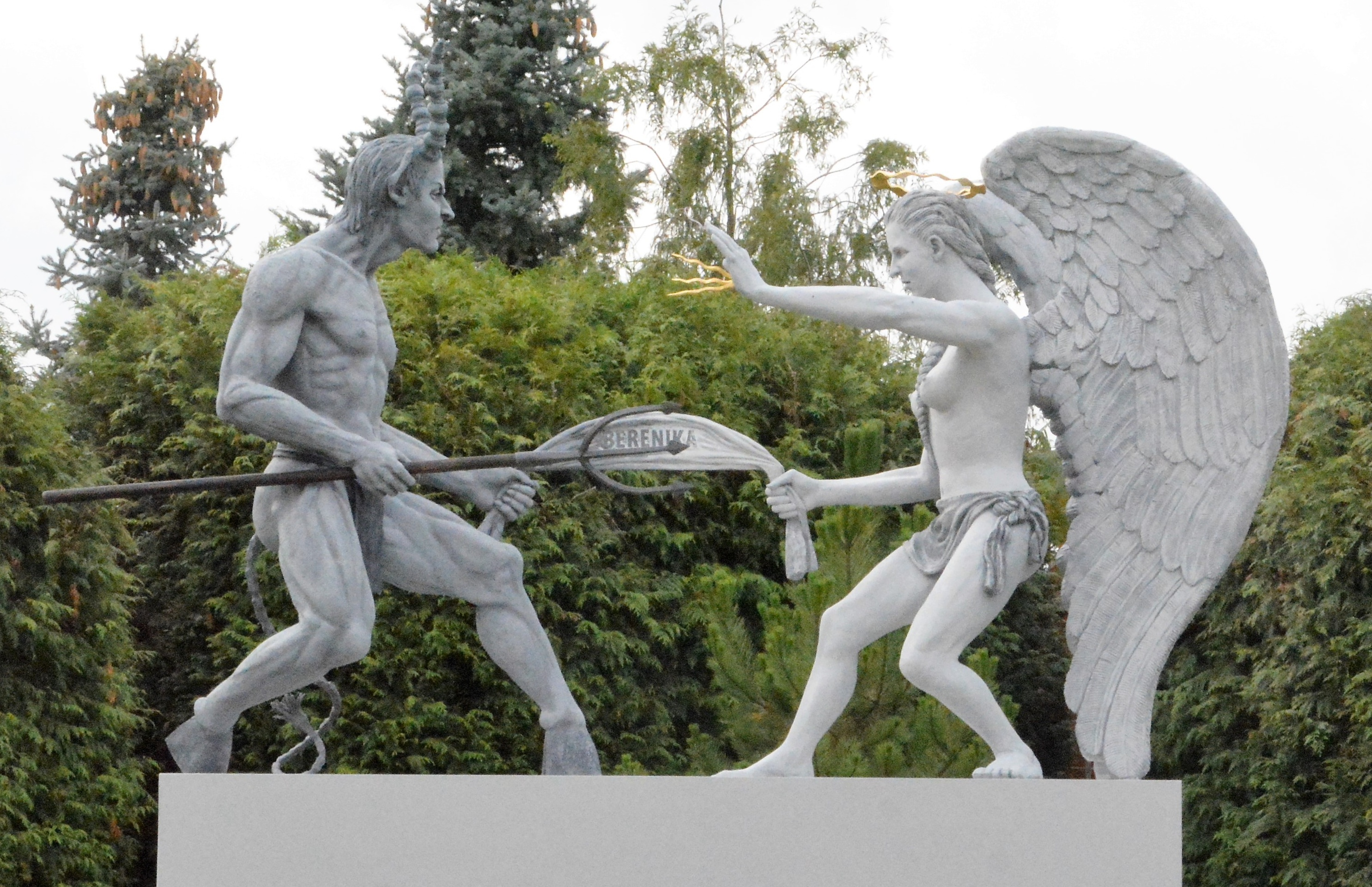
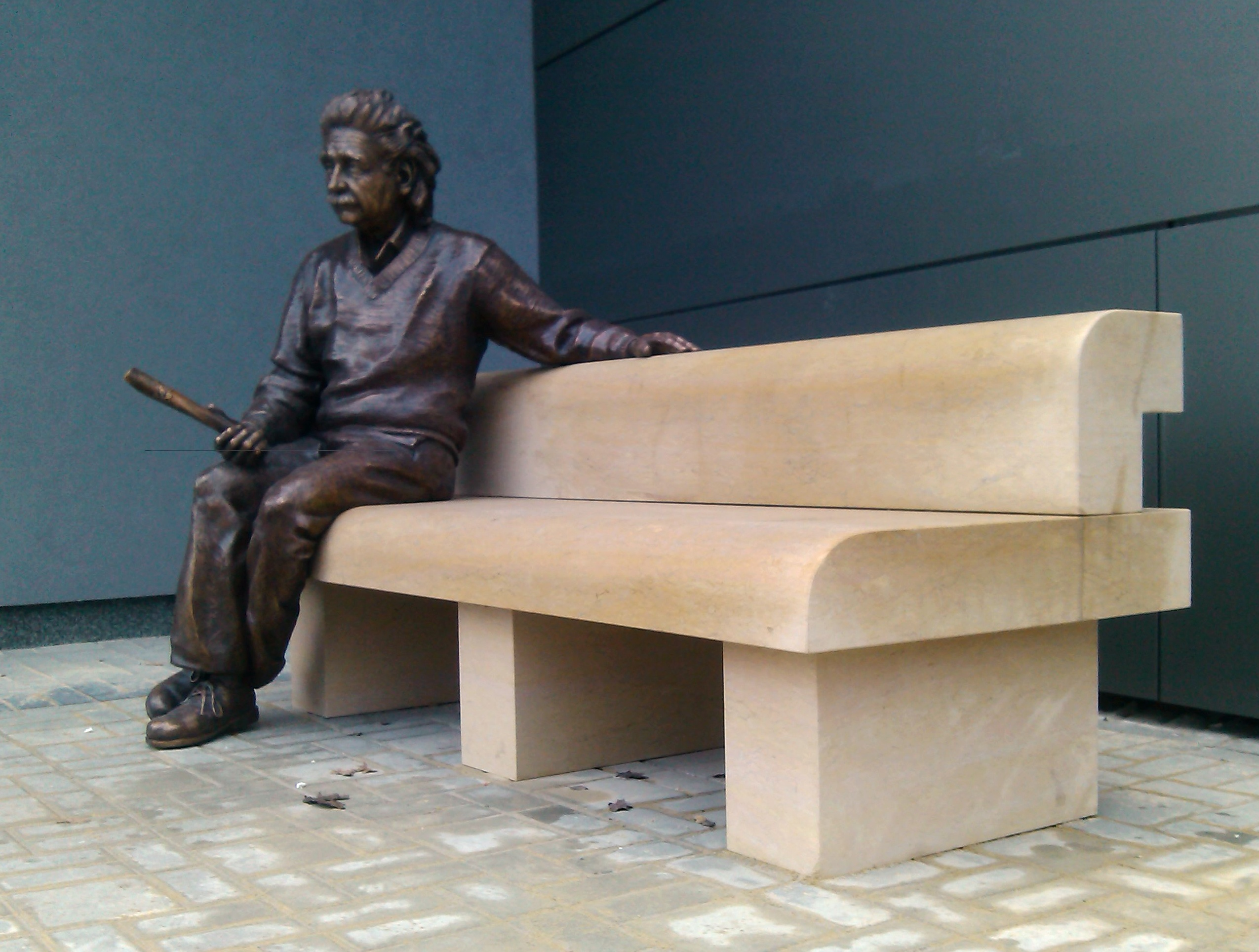
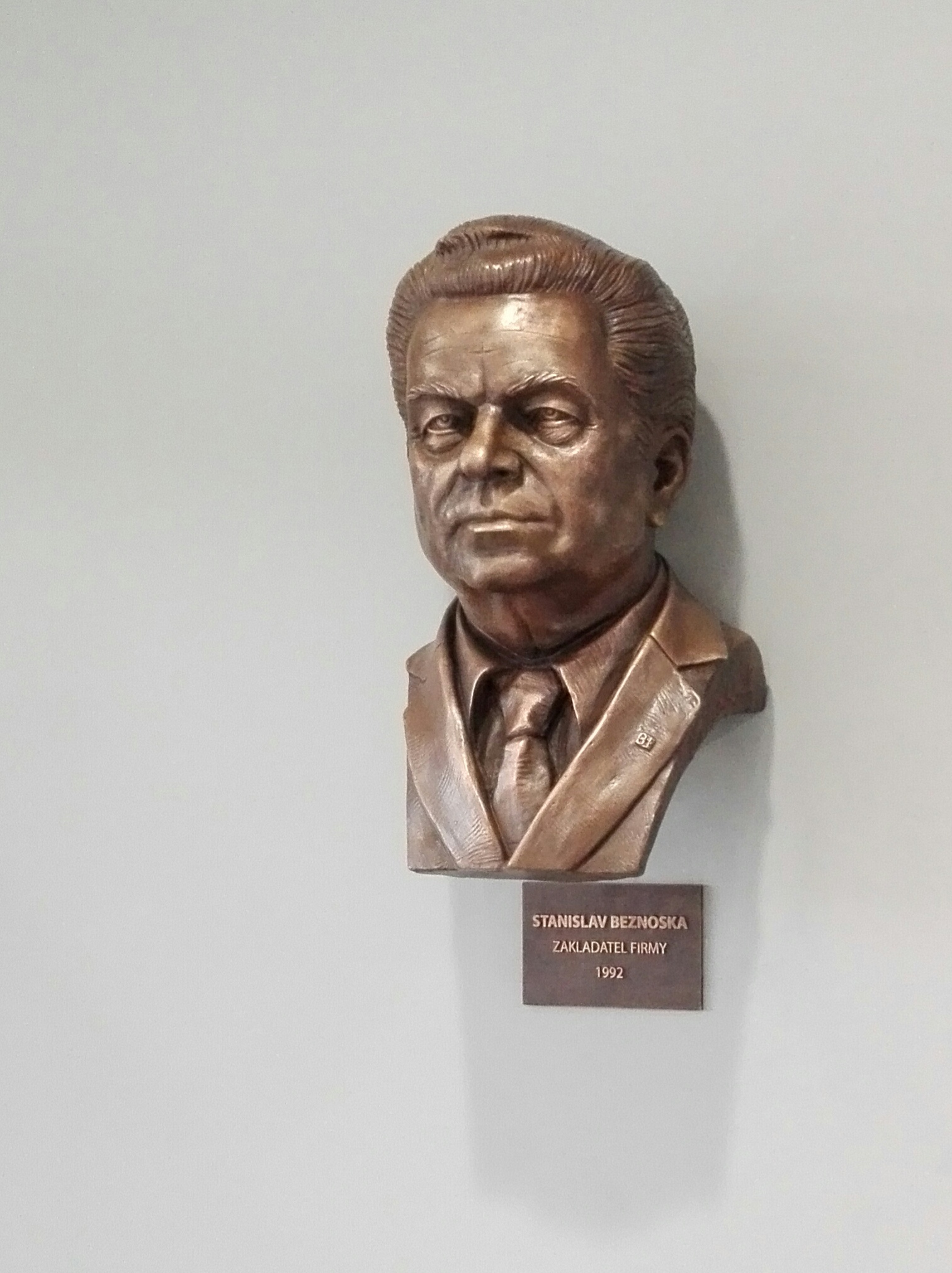